# Seznam novozelandskih matematikov
Seznam novozelandskih matematikov.

## A
- Alexander Aitken

## B
- Keith Edward Bullen

## J
- Vaughan Jones

## V
- Matt Visser

## W
- Peter Whittle (1927 – 2021)